# 광범위 약제내성 결핵
광범위 약제내성 결핵(廣範圍藥劑耐性結核, XDR-TB)은 대부분의 효력있는 항결핵제에 내성을 가진 세균에 의해 발생하는 결핵을 말한다. 광범위 내성 결핵 또는, 슈퍼결핵이라고도 한다. 일부에서는 다제내성 결핵의 잘못된 관리로 XDR-TB이 생겨나 다른 사람으로 전파되었다고 주장하기도 한다.

## 증상
XDR-TB의 증상은 약이 듣는 일반적인 결핵과 다르지 않다. 가끔 피가 섞여 나오는 짙은 가래를 동반하는 기침이 2주 이상 계속되며, 열, 오한, 식은땀이 나고, 피로감과 근육 약화, 체중 감소, 그리고, 경우에 따라서는 숨이 가빠지거나 흉통이 있다. 이러한 증상이 있는 사람이 반드시 XDR-TB인 것은 아니지만, 의사를 통해 검사해야 한다. 수 주의 치료 후에도 진전을 보이지 않는 결핵 환자들은 의사나 간호사에 이를 알려야 한다.

## 같이 보기
- 결핵